# فيصل علي (لاعب كرة قدم)
فيصل علي (بالإنجليزية: Faisal Ali)‏ هو لاعب كرة قدم هندي، ولد في 20 أكتوبر 1999 في كلكتا في الهند.